# Појенари (Горж)
Појенари (рум. Poienari) насеље је у Румунији у округу Горж у општини Бумбешти-Пицик. Oпштина се налази на надморској висини од 476 m.

## Становништво
Према подацима из 2002. године у насељу је живело 782 становника, од којих су сви румунске националности.